# Provincia di Huarochirí
La provincia di Huarochirí è una provincia del Perù, situata nella regione di Lima.

## Geografia antropica

### Suddivisioni amministrative
È divisa in 32 distretti  (comuni)
- Matucana
- Antioquía
- Callahuanca
- Carampoma
- Chicla
- Cuenca
- Huachupampa
- Huanza
- Huarochirí
- Lahuaytambo
- Langa
- Laraos
- Mariatana
- Ricardo Palma
- San Andrés de Tupicocha
- San Antonio de Chaclla

- San Bartolomé
- San Damián
- San Juan de Iris
- San Juan de Tantaranche
- San Lorenzo de Quinti
- San Mateo
- San Mateo de Otao
- San Pedro de Casta
- San Pedro de Huancayre
- Sangallaya
- Santa Cruz de Cocachacra
- Santa Eulalia
- Santiago de Anchucaya
- Santiago de Tuna
- Santo Domingo de los Olleros
- San Jerónimo de Surco

## Popolazione
La provincia ha una popolazione di 72.845 abitanti, dei quali 49.334 (67.8%) vivono nell'area urbana e 23.511 (32.2%) nell'area rurale. In quanto alla distribuzione per sesso, 38.437 (52.8%) sono uomini e 34.408 (47.2%) femmine.

## Capoluogo
Il capoluogo di questa provincia è la città di Matucana. Sebbene la provincia porti lo stesso nome del villaggio di Huarochirí, che possiede una lunga storia dall'epoca incaica, alla Conquista e all'epoca coloniale, il suo capoluogo Matucana è situata, in termini geografici, in un luogo più centrale e di più facile accesso per la maggior parte della popolazione di questa provincia.
Matucana si trova nella valle del fiume Rímac, accessibile tramite strada centrale e ferrovia da Lima a Junín.

## Storia
Huarochirí è nota (in ortografia moderna quechua: Waruchirí) da un manoscritto in quechua della fine del XVI secolo (manoscritto Huarochirí), in cui sono riportati miti, riti religiosi e tradizioni degli indigeni della regione di Huarochirí. 
Il nome dell'autore originale indigeno è sconosciuto, ma il documento entrò in possesso del sacerdote spagnolo Francisco de Ávila y Guzmán, che è responsabile per lo sterminio delle credenze pagane registrate e commentate. 
Il manoscritto giacque inosservato per secoli nella Biblioteca Reale della capitale spagnola Madrid e fu quindi tradotto in spagnolo per la prima volta dallo scrittore e antropologo peruviano José María Arguedas e fu pubblicato nel 1966 in formato di libro in forma bilingue (quechua - spagnolo) e pubblicato nel 1966 come un libro.
I due siti archeologici più importanti della provincia di Huarochirí sono l'altopiano di Marcahuasi, con le tre cittadelle che secondo l'archeologo Julio César Tello appartenevano alla cultura Huanca, e la Città di Chuya, ubicata nei pressi di Chaclla.
Durante l'epoca coloniale, la maggior parte del suo territorio comprendeva la giurisdizione del municipio di Huarochirí. Tra i suoi principali governatori vi sono:
- Diego de Carvajal Vargas y Marroquín
- Diego de Ayala y Contreras (1612)
- Antonio Barreto de Castro
- Francisco Álvarez Gato (1699)
- Martín Zamudio de las Infantas

Nella provincia di Huarochirí, la lingua quechua si estinse all'incirca nella seconda metà del XIX secolo.

## Autorità

### Municipali
- 2019-2022
  - Sindaco: Eveling Feliciano Ordoñez.
- 2011-2014
  - Sindaco: Rosa Gloria Vásquez Cuadrado, del Movimiento Concertación para el Desarrollo Regional.
- 2003-2010
  - Sindaco: Rosa Gloria Vásquez Cuadrado